# Lorentz Löschern von Hertzfelt
Lorentz Löschern von Hertzfelt, född omkring 1661, död 1 maj 1729 i Reval, var en svensk militär.
Lorentz Löschern von Hertzfelt var son till Anders Löschern von Hertzfelt och Margareta von Numers. Han blev förare vid Viborgs läns kavalleriregemente 1676, sergeant där samma år, fänrik 1677 och löjtnant 1679. Löschern von Hertzfelt blev kaptenlöjtnant vid Karelska kavalleriregementet 1684, ryttmästare där 1694, major 1701, överstelöjtnant 1702 och var 1708–1709 överste och chef för regementet. Han blev tillfångatagen i kapitulationen vid Perevolotjna och kom hem från fångenskapen i maj 1722. I sin frånvaro erhöll han 1721 generalmajors karaktär. Han erhöll avsked från militärtjänsten 1724.